# Bomaanslag in Café Moment op 9 maart 2002
Op 9 maart 2002 blies een Palestijnse terrorist zich op in een drukke horecagelegenheid in de wijk Rehavia in de Israëlische hoofdstad Jeruzalem. Een bom onder zijn kleren doodde 11 bezoekers en de dader zelf. 54 mensen raakten gewond. De aanslag vond plaats op slechts 100 meter van het huis van de premier van het land.